# Терехов, Анатолий Иванович
Анатолий Иванович Терехов (род. 14 ноября 1958, Харьков) — советский российский, ранее украинский, шашист и шашечный композитор. Неоднократный чемпион и призёр чемпионатов Украины по композиции.
В 1989 году переехал в Томск.
В 1975 году окончил среднюю политехническую школу. С 1977 года — в депо Метрополитена Харькова, слесарь подвижного состава, затем ремонтных мастерских. В Томске — газоэлектросварщик на авторемонтном заводе.

## Семья
Из рабочей семьи. У Анатолия Терехова двое братьев и две сестры.
Супруга, сын.

## Первые годы в спорте
В интервью Терехов сказал, что
«Серьезно начал заниматься в 15-ти летнем возрасте, когда в руки попала книжка Б. Миротина и И. Козлова „Тактика в русские шашки“. Комбинации поразили меня, хотелось составить что-то подобное. Так и получилось, что играть и составлять я начал одновременно».
В числе первых наставников и по практической игре и композиции Анатолий Иванович называет корифеев харьковской шашечной школы:
Юрий Анатольевич Шмидт, Анатолий Иванович Коврижкин, Николай Петрович Спанцирети, (его 80-ти клеток пока ещё не было), Зиновий Исаакович Цирик. Позднее тренером по композиции стал Сергей Юрьевич Юшкевич.

## Спортивные достижения
По композиции:
— 1980 г., 1-й Чемпионат Украины — 4-е место, «64» (здесь и далее, где не указываю);
— 1981 г., Всесоюзный конкурс памяти А. Коврижкина — 3-е место;
— 1981 г., чемпионат Азербайджана — 2-е место;
— 1982 г., чемпионат Азербайджана — 3-е место;
— 1982 г., открытый чемпионат г. Харькова — 1-е место;
— 1982 г., 2-й чемпионат Украины — 4-е место;
— 1983 г., 1-й чемпионат Прибалтики — 3-е место;
— 1986 г., 4-й чемпионат Украины, 1-е место;
— 1987 г., открытое первенство Одесской области — 2-е место;
— 1987 г., 4-й чемпионат Украины — 3-е место, «мини-100»;
— 1987 г., Всесоюзный конкурс «Загадка-87» — 1-е место;
— 1989 г., чемпионат Азербайджана — 1-е место.
По практической игре:
— шестикратный чемпион Южной железной дороги;
— двукратный чемпион городского шахматно-шашечного клуба 1981, 1986 гг.;
— городской турнир г. Таллинна 1983 г. — 1 место;
— первенство ЦС «Локомотив» 1985 г. — дележ 3-6 места;
— 21-кратный чемпион г. Томска;
— 19-кратный чемпион Томской области;
— первенства Сибирского федерального округа по русским шашкам: 2004 г. — 4-е место, 2005 г. — 4-е место.
— победитель турнире по русским шашкам памяти Евгения Буткевича (Томск, 2014)